# Бял групер
Бял групер, още бял мероу (Epinephelus aeneus), е вид бодлоперка от семейство Serranidae. Видът е почти застрашен от изчезване.

## Разпространение и местообитание
Разпространен е в Албания, Алжир, Ангола, Бенин, Габон, Гамбия, Гана, Гвинея, Гвинея-Бисау, Гибралтар, Гърция, Демократична република Конго, Египет, Екваториална Гвинея, Западна Сахара, Израел, Испания, Италия, Кабо Верде, Камерун, Кипър, Кот д'Ивоар, Либерия, Либия, Ливан, Мавритания, Малта, Мароко, Нигерия, Португалия, Сао Томе и Принсипи, Сенегал, Сиера Леоне, Сирия, Того, Тунис, Турция, Хърватия и Черна гора.
Обитава крайбрежията и пясъчните дъна на полусолени водоеми, океани, морета, заливи и лагуни в райони със субтропичен климат. Среща се на дълбочина от 20 до 159 m, при температура на водата от 15,6 до 15,9 °C и соленост 38 – 38,4 ‰.

## Описание
На дължина достигат до 1,2 m, а теглото им е максимум 25 kg.
Популацията на вида е намаляваща.